# Piedras Negras (Mexique)
Pour les articles homonymes, voir Piedras Negras.

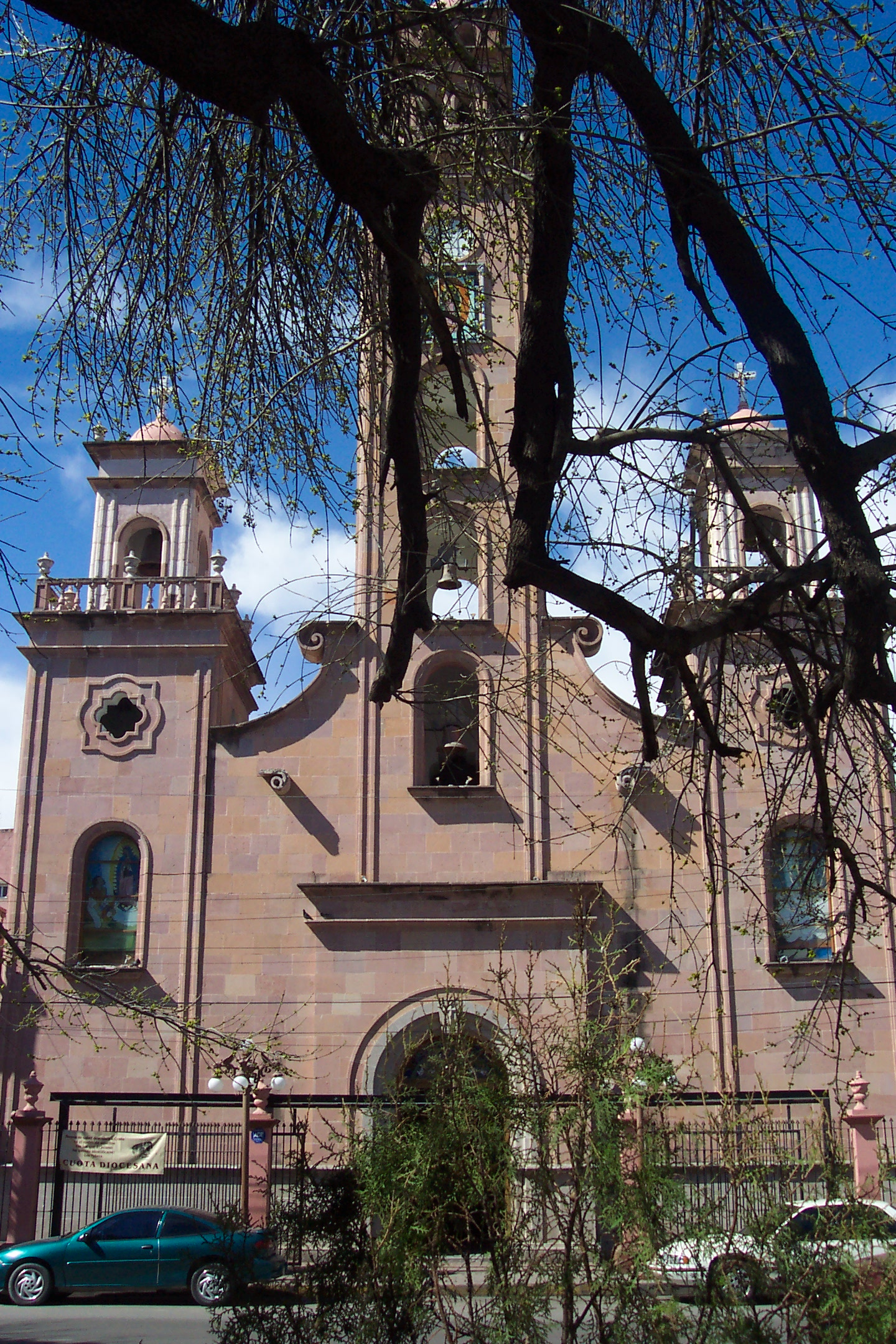
Église Notre Dame de Guadalupe

Piedras Negras est une ville de l'État de Coahuila (Mexique), située sur la rive droite du Rio Bravo, à la frontière avec les États-Unis et en face de la ville d'Eagle Pass (Texas). C'est le chef-lieu de la municipalité homonyme.

## Géographie

### Situation
Piedras Negras est située au nord-est de l'État de Coahuila, sur la rive droite du Río Grande qui marque la frontière avec les États-Unis, face à la ville texane d'Eagle Pass. Elle s'étend sur un territoire de 914,2 km2. L'aire métropolitaine Eagle Pass - Piedras Negras (EG-PN) constitue l'une des six existantes sur la frontière américano-mexicaine.

## Toponymie
Le nom de Piedras Negras se traduit en espagnol par « pierres noires » et est dû à la présence de charbon dans la région.
De 1888 à 1911, la ville a porté le nom de Ciudad Porfirio Díaz, à l'époque ou le Mexique était dirigé par Porfirio Díaz.

## Histoire
Le 5 avril 2004, d'importantes inondations y eurent lieu.
Les importantes crues de 2010 ravagent la ville. Le maire de l'époque trouve la mort dans un accident d'avion en se rendant en reconnaissance dans les zones ravagées. 

## Politique et administration
Le maire de la ville (« président municipal ») est Fernando Purón Johnston, du Parti révolutionnaire institutionnel, pour le mandat 2014-2017.
L'actuel maire est Claudio Mario Bres, membre du Mouvement de régénération nationale.